# Мори, Амирхан Аликович
Амирхан Аликович Мори (род. 13 ноября 1961, Тбилиси) — российский предприниматель курдского происхождения, председатель совета директоров ГК «Регионы». Родной брат депутата ГД Зелимхана Муцоева.

## Биография
Высшее образование получил в возрасте 42-х лет, окончив в 2003 году Московский государственный университет природообустройства по специальности «экономический менеджмент».
С 1984 по 1986 год проходил службу в рядах Вооруженных сил СССР.
В 1978 году начал работать — сначала служащим в РСУ Управления торговли в г. Тбилиси, затем технологом в НИИ стабильных изотопов (г. Тбилиси).
В конце 80-х годов создает совместно с братом одно из первых хозрасчетных предприятий в СССР. С того времени, профессионально занимается предпринимательством, осуществляет активную благотворительную деятельность.
С 1992 занимает руководящие должности в различных коммерческих структурах.
С 1998 года являлся совладельцем ОАО ПНТЗ (г. Первоуральск, Свердловская область).
С 2000 года — член Совета директоров ОАО «Оренбургеология».
В 2004—2005 годах — заместитель директора компании «Первоуральский торговый дом»
С 2008 года — Председатель Совета директоров ОАО «Регионы» — головной компании Группы компаний «Регионы».

## Профессиональные достижения
Амирхан Мори — один из владельцев созданной в 2004 году ГК «Регионы» (другие владельцы — Алихан и Амиран Муцоевы и Александр Карпов). Как председатель Совета директоров Мори принимает важнейшие стратегические решения, связанные с развитием компании.
ГК «Регионы» специализируется на торговой недвижимости. Владеет и управляет сетью торгово-развлекательных центров «ИЮНЬ» и сетью торговых центров «Сибирский городок», расположенных в разных городах России. По данным прессы на конец 2013 года, группе принадлежит 27 действующих объектов на 600 000 м². Ещё четыре объекта уже строятся, запланировано строительство новых объектов сети ТРЦ «ИЮНЬ» в Омске, Саратове и Пензе. По данным INFOLine Developers Russia TOP-100, компания занимает четвёртое место среди крупнейших владельцев недвижимости России. Кроме того, ГК «Регионы» планирует вложить около $1 млрд в строительство сети тематических парков DreamWorks Animation в России. Планируется, что три парка DreamWorks Animation будут открыты в Москве, Санкт-Петербурге и Екатеринбурге. Этот проект Амирхан Мори называет одним из приоритетных на ближайшие годы. В 2014 году ГК «Регионы» купила у АФК «Системы» долю в проекте застройки территории Научно-исследовательского института дальней радиосвязи (НИИДАР) на Преображенской площади в Москве. Осенью 2014 года московские власти одобрили проект ГК «Регионы» крытого тематического парка в Нагатинской пойме.
Аналитики консалтинговой компании Jones Lang LaSalle отмечают, что Амирхан Мори первым из девелоперов начал строительство качественных сетевых торговых центров шаговой доступности в городах с населением менее миллиона человек, создав тем самым новый тренд на рынке недвижимости.
Вместе с другими владельцами ГК «Регионы» Алиханом и Амираном Муцоевыми регулярно входит в топ-10 ежегодного рейтинга самых богатых рантье (отечественных и зарубежных владельцев коммерческой недвижимости, находящейся на территории России), составляемого российским Forbes.
В августе 2013 года Амирхан Мори стал владельцем 18,5 % акций Polyus Gold — крупнейшего производителя золота в России. По данным прессы, стоимость пакета акций составила $1,83 млрд. 31 декабря 2014 года он продал этот пакет совладельцу «Индустриального союза Донбасса» Олегу Мкртчану.

## Семья и увлечения
Член Союза художников России. Имеет дополнительное образование: закончил Fine Art Power Training в Академии изящных искусств Кunstgut в Берлине, Германия. Работы Амирхана Мори выставлялись во многих городах и республиках СССР. Имеет звание «Народный мастер по прикладному искусству Грузии». Увлекается рыбалкой, знаток классических автомобилей. Профессионально занимался боксом. Имеет троих детей, женат.